# كوج غوتوكو
كوج غوتوكو (باليابانية: 行徳 浩二) (28 يناير 1965 في شيزوكا في اليابان – )؛ هو لاعب كرة قدم ياباني سابق كان يلعب كمدافع.

## وصلات خارجية
- كوج غوتوكو على موقع قاعدة بيانات كرة القدم.إي يو (الإنجليزية)
- كوج غوتوكو على موقع Soccerway.com (الإنجليزية)
- كوج غوتوكو على موقع عالم كرة القدم.نت (الإنجليزية)

- J.League Data Site (باليابانية)